# Exostema mexicanum
Exostema mexicanum är en måreväxtart som beskrevs av Asa Gray. Exostema mexicanum ingår i släktet Exostema och familjen måreväxter. Inga underarter finns listade i Catalogue of Life.